# Мостови (албум)
Мостови је други албум групе Rundek Cargo Trio. Садржи једанаест песама од којих су хитови насловна нумера, Џаба, Има их, Don Juan, Индијска, Midnight Calypso, Не заборави ме... и друге,
Албум је изашао у издању Менарта у Хрватској и Longplay-а у Србији.

## Позадина
Након серије успешних концерта у оквиру турнеје за претходни албум, са групом Цинкуши су снимили песму „Тичек”. Неколико месеци пре, објављена је биографија под називом „Књига о пјесмама: Рундек између”.

## Албум
На албуму су поред Рундека, учествовали Изабел на виолини и Душан Вранић. Комплетан албум је снимљен на Брачу, где Рундекова супруга Санда Хржић има кућу.
Албум је праћен спотовима за Don Juan, Има их, Индијска и Џаба.

## Списак песама
| №   | Назив            | Трајање |  |
| 1.  | Џаба             |         |  |
| 2.  | Midnight calypso |         |  |
| 3.  | Има их           |         |  |
| 4.  | Clouds           |         |  |
| 5.  | Видова           |         |  |
| 6.  | Don Juan         |         |  |
| 7.  | Мостови          |         |  |
| 8.  | Индијска         |         |  |
| 9.  | Мијењамо мјесто  |         |  |
| 10. | Витамини         |         |  |
| 11. | Не заборави ме   |         |  |

## Признања
Албум је 2016. године добио Порин за најбољи албум алтернативне музике.

## Топ листа
| Листа | Највиша позиција |
| ----- | ---------------- |
| ХДУ   | 1                |